# Cleveland Cavaliers 2012-2013
La stagione 2012-13 dei Cleveland Cavaliers fu la 43ª nella NBA per la franchigia.
I Cleveland Cavaliers arrivarono quinti nella Central Division della Eastern Conference con un record di 24-58, non qualificandosi per i play-off.

## Roster
| N° | Naz.                   | Ruolo | Sportivo          | Anno | Alt. | Peso |
| -- | ---------------------- | ----- | ----------------- | ---- | ---- | ---- |
| 0  | Stati Uniti (bandiera) | A     | C.J. Miles        | 1987 | 198  | 95   |
| 1  | Stati Uniti (bandiera) | G     | Daniel Gibson     | 1986 | 188  | 86   |
| 2  | Australia (bandiera)   | G     | Kyrie Irving      | 1992 | 188  | 82   |
| 3  | Stati Uniti (bandiera) | G     | Dion Waiters      | 1991 | 193  | 95   |
| 4  | Stati Uniti (bandiera) | A     | Luke Walton       | 1980 | 203  | 107  |
| 5  | Stati Uniti (bandiera) | A     | Kevin Jones       | 1989 | 203  | 114  |
| 8  | Stati Uniti (bandiera) | G     | Jeremy Pargo      | 1986 | 188  | 99   |
| 9  | Stati Uniti (bandiera) | C     | Marreese Speights | 1987 | 208  | 111  |
| 13 | Canada (bandiera)      | A     | Tristan Thompson  | 1991 | 203  | 102  |
| 14 | Stati Uniti (bandiera) | G     | Shaun Livingston  | 1985 | 201  | 83   |
| 15 | Stati Uniti (bandiera) | G     | Donald Sloan      | 1988 | 191  | 93   |
| 17 | Brasile (bandiera)     | A     | Anderson Varejão  | 1982 | 211  | 118  |
| 20 | Stati Uniti (bandiera) | G     | Chris Quinn       | 1983 | 188  | 84   |
| 21 | Stati Uniti (bandiera) | G     | Wayne Ellington   | 1987 | 193  | 91   |
| 24 | Giamaica (bandiera)    | A     | Samardo Samuels   | 1989 | 206  | 99   |
| 30 | Stati Uniti (bandiera) | C     | Jon Leuer         | 1989 | 208  | 103  |
| 33 | Stati Uniti (bandiera) | A     | Alonzo Gee        | 1987 | 198  | 99   |
| 36 | Israele (bandiera)     | A     | Omri Casspi       | 1988 | 206  | 102  |
| 40 | Stati Uniti (bandiera) | C     | Tyler Zeller      | 1990 | 213  | 116  |

## Staff tecnico
- Allenatore: Byron Scott
- Vice-allenatori: Paul Pressey, Jamahl Mosley, Joe Prunty, Nate Tibbetts
- Preparatore fisico: Stan Kellers
- Preparatore atletico: Max Benton